# Siamosorex debonisi
Il siamosorice (Siamosorex debonisi) è un mammifero carnivoro estinto, appartenente agli eulipotifli. Visse nell'Oligocene superiore (circa 25 milioni di anni fa) e i suoi resti fossili sono stati ritrovati in Asia.

## Descrizione
Questo animale, benché vagamente simile a un toporagno, doveva essere grande quanto una donnola. È noto solo per resti fossili della mandibola e della dentatura inferiore, ma dal raffronto con animali simili come Butselia e Plesiosorex è possibile ipotizzarne l'aspetto. Rispetto agli altri animali affini, Siamosorex era molto più grande e possedeva alcune specializzazioni della mandibola e della dentatura. La fossa per il massetere, ad esempio, era bassa e il secondo incisivo inferiore era ingrandito ma non sporgente in avanti, ma dritto e a forma di canino e con un profondo solco nella parte interna del dente. Il terzo e il quarto premolare erano a doppia radice, di lunghezza simile ma di forma diversa: il terzo premolare era dotato di una corona semplice, mentre il quarto era semimolariforme e con un paraconide ridotto, un metaconide distinto e alto e un talonide corto. I molari inferiori erano di taglia decrescente dal primo al terzo, erano di forma allungata con un talonide più stretto e corto del trigonide (alto e aperto) e un metaconide più alto del paraconide sul primo molare. È possibile che il solco sul secondo incisivo ospitasse un qualche tipo di apparato velenifero.

## Classificazione
Siamosorex debonisi venne descritto per la prima volta nel 2009, sulla base di resti fossili ritrovati nel distretto di Nong Ya Plong in Tailandia, in terreni dell'Oligocene superiore. Siamosorex è stato ascritto al gruppo dei plesiosoricidi (Plesiosoricidae), una famiglia di eulipotifli affini ai soricidi ma dalle specializzazioni diverse. In particolare, Siamosorex era uno dei più grandi e specializzati fra i plesiosoricidi, anche se non è chiara l'origine del genere.

## Paleoecologia
Siamosorex fornisce un mirabile esempio di convergenza evolutiva con i piccoli carnivori della famiglia dei mustelidi, a causa della dentatura specializzata verso una dieta che probabilmente includeva piccoli vertebrati e artropodi. È probabile la presenza di un apparato velenifero, forse utilizzato durante la caccia.